# 芳野 (名古屋市)
- 日本 > 愛知県 > 名古屋市 > 北区 > 芳野
- 日本 > 愛知県 > 名古屋市 > 東区 > 芳野

芳野（よしの）は、愛知県名古屋市東区と北区にある町名。現行行政地名は東区が芳野一丁目から芳野三丁目、北区が芳野二丁目及び芳野三丁目。住居表示実施済み。

## 地理
名古屋市北区の南部、名古屋市東区の北部に位置し、北区側の北に大曽根と杉村、東区側の南に赤塚町、南と西に白壁、東に徳川と接する。

## 歴史

### 町名の由来
当地に鎮座する片山神社の境内地には多くの吉野桜が植えられていたことに由来するという。

### 沿革

#### 芳野町
- 明治4年 - 愛知郡芳野町として成立する[2]。
- 1878年（明治11年）12月20日 - 名古屋区成立に伴い、同区芳野町となる[2]。
- 1889年（明治22年）10月1日 - 名古屋市成立に伴い、同市芳野町となる[2]。
- 1908年（明治41年）4月1日 - 東区成立に伴い、同区芳野町となる[2]。
- 1958年（昭和33年）2月1日 - 東区杉村町の全域を編入する[2]。
- 1980年（昭和55年）2月10日 - 東区芳野一丁目・芳野二丁目・白壁三丁目にそれぞれ編入され、消滅[2]。

#### 芳野一丁目・芳野二丁目・芳野三丁目
- 1980年（昭和55年）
  - 2月10日 - 東区芳野一丁目が同区芳野町・長久寺町・赤塚町・長塀町・東芳野町の各一部により、東区芳野二丁目が同区長久寺町・芳野町・東芳野町の各一部により、東区芳野三丁目が同区赤塚町・大曽根町・八軒家町・東芳野町の各一部によりそれぞれ成立する[2]。
  - 11月23日 - 北区芳野二丁目に同区杉村町の一部が編入される[3]。
- 1981年（昭和56年）9月20日 - 北区芳野三丁目に同区杉村町の一部が編入される[3]。

## 世帯数と人口
2019年（平成31年）1月1日現在の世帯数と人口は以下の通りである。
| 区   | 丁目       | 世帯数    | 人口    |
| ---- | ---------- | --------- | ------- |
| 東区 | 芳野一丁目 | 545世帯   | 1,148人 |
| 東区 | 芳野二丁目 | 331世帯   | 540人   |
| 東区 | 芳野三丁目 | 762世帯   | 1,562人 |
| 東区 | 東区 計    | 1,638世帯 | 3,250人 |
|      |            |           |         |
| 北区 | 芳野二丁目 | 27世帯    | 37人    |
| 北区 | 芳野三丁目 | 46世帯    | 79人    |
| 北区 | 北区 計    | 73世帯    | 116人   |
|      |            |           |         |
| 計   | 計         | 1,711世帯 | 3,366人 |

## 学区
市立小・中学校に通う場合、学校等は以下の通りとなる。また、公立高等学校に通う場合の学区は以下の通りとなる。なお、小・中学校は学校選択制度を導入しておらず、番毎で各学校に指定されている。
| 区   | 丁目       | 小学校                                      | 中学校                                      | 高等学校 |
| ---- | ---------- | ------------------------------------------- | ------------------------------------------- | -------- |
| 東区 | 芳野一丁目 | 名古屋市立山吹小学校 名古屋市立東白壁小学校 | 名古屋市立冨士中学校                        | 尾張学区 |
| 東区 | 芳野二丁目 | 名古屋市立東白壁小学校                      | 名古屋市立冨士中学校                        | 尾張学区 |
| 東区 | 芳野三丁目 | 名古屋市立旭丘小学校 名古屋市立東白壁小学校 | 名古屋市立桜丘中学校 名古屋市立冨士中学校   | 尾張学区 |
| 北区 | 芳野二丁目 | 名古屋市立大杉小学校 名古屋市立杉村小学校   | 名古屋市立八王子中学校 名古屋市立若葉中学校 | 尾張学区 |
| 北区 | 芳野三丁目 | 名古屋市立杉村小学校                        | 名古屋市立若葉中学校                        | 尾張学区 |

## 施設

### 芳野一丁目
- ユニクロ 白壁店
- コーミ本社
- 東芳野公園

1978年（昭和53年）6月25日供用開始。

### 芳野二丁目
- 名古屋市立工芸高等学校
- 片山神社

### 芳野三丁目
- オートバックス ナゴヤ東店
- 創価学会名古屋東文化会館
- 芳野公園

2002年（平成14年）4月1日供用開始。

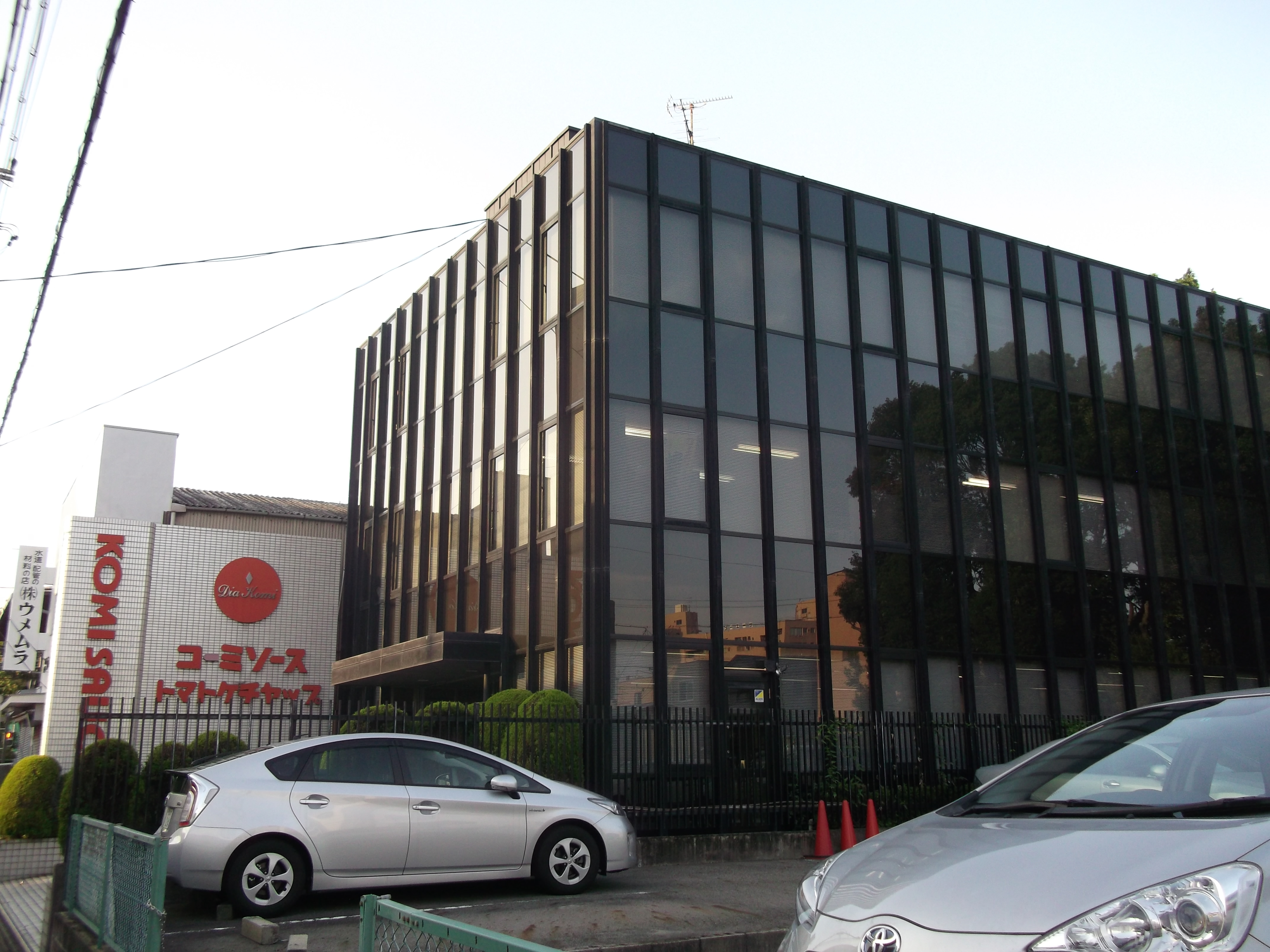
コーミ本社
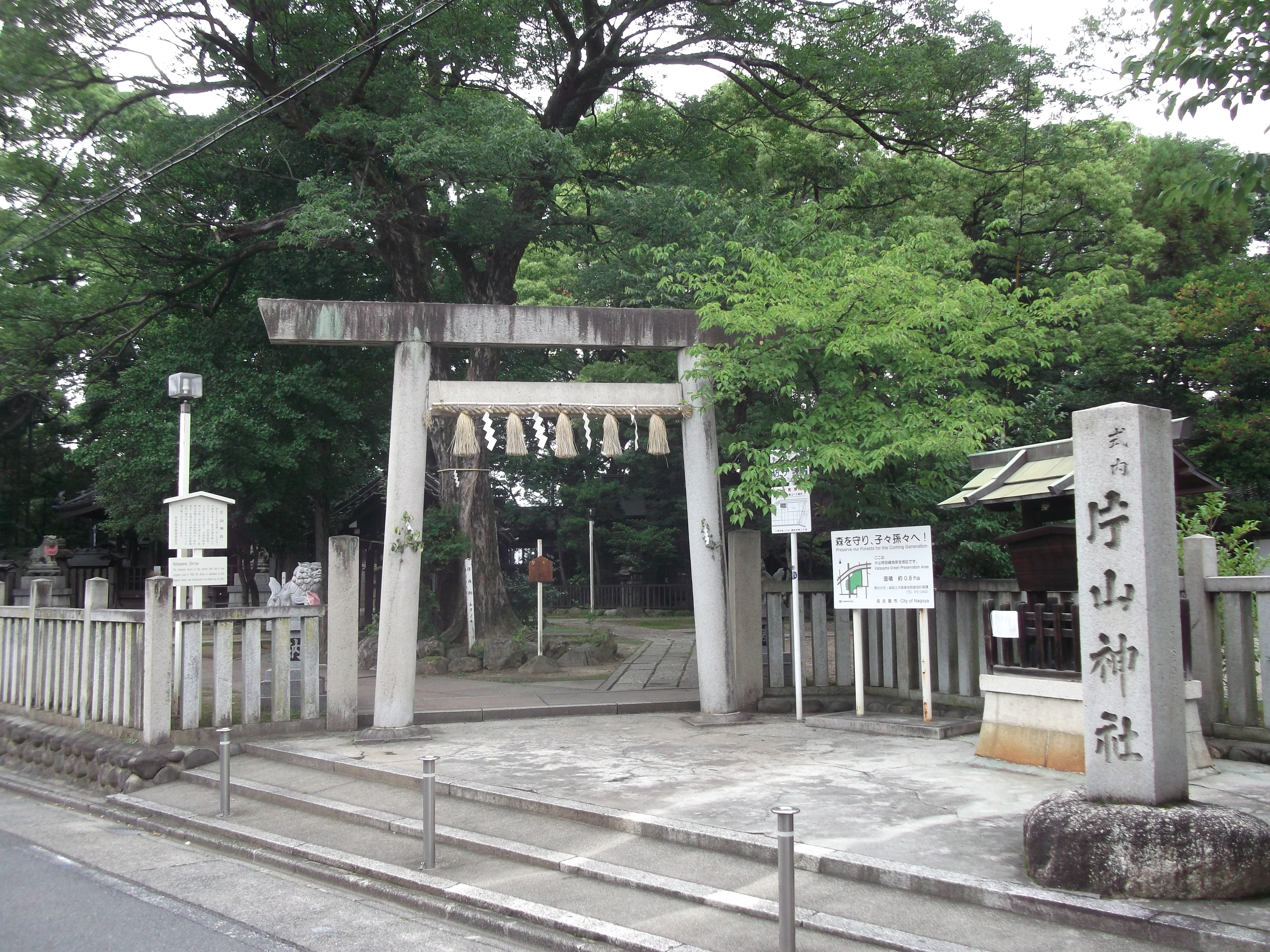
片山神社
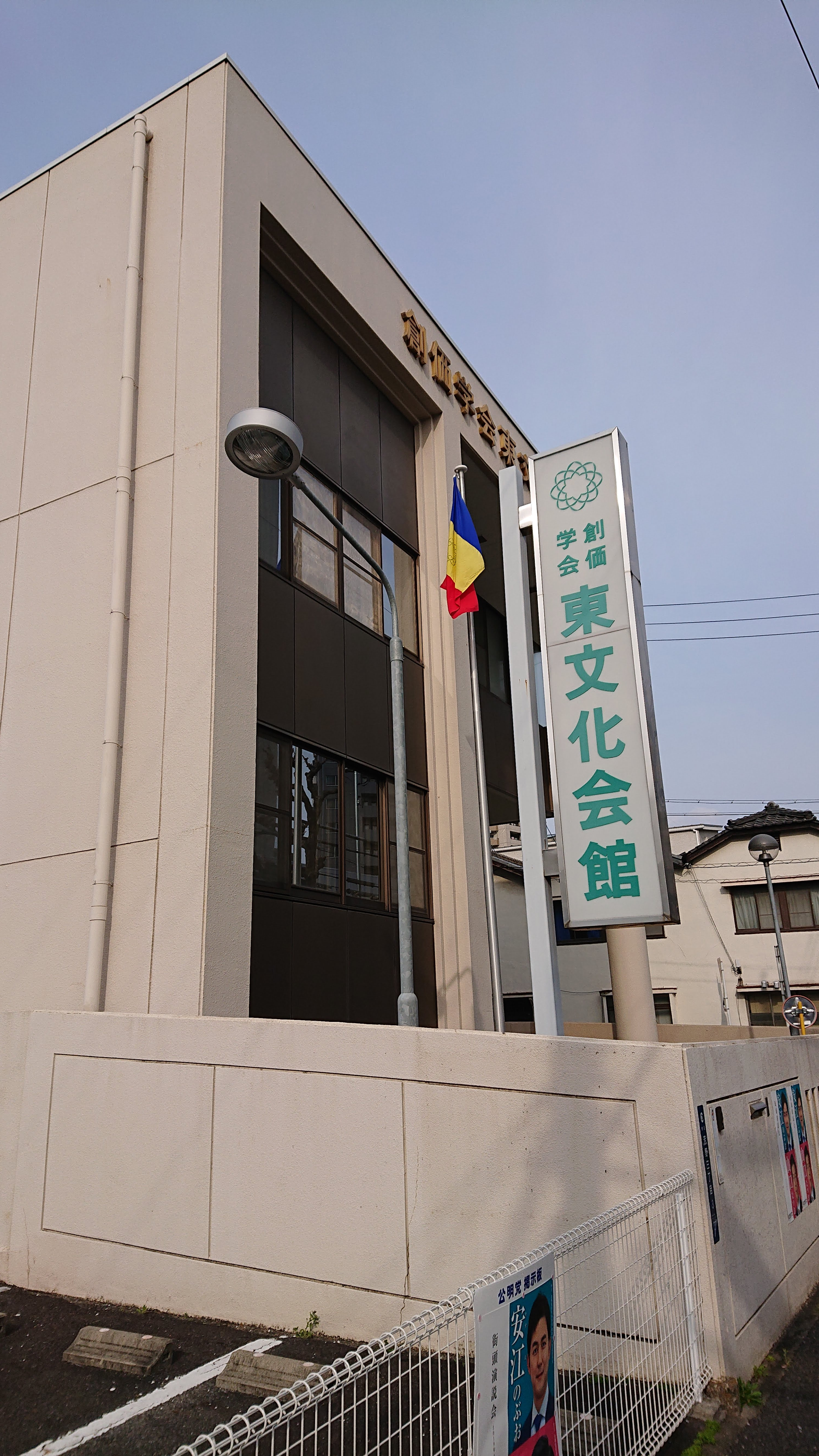
創価学会名古屋東文化会館

## その他

### 日本郵便
- 集配担当する郵便局は以下の通りである[WEB 10]。

| 区   | 町丁 | 郵便番号 | 郵便局         |
| ---- | ---- | -------- | -------------- |
| 東区 | 芳野 | 461-0027 | 名古屋東郵便局 |
| 北区 | 芳野 | 462-0824 | 名古屋北郵便局 |

### WEB
1. 1 2  “町・丁目(大字)別、年齢(10歳階級)別公簿人口(全市・区別)”.   名古屋市 (2019年1月23日). 2019年1月23日閲覧。
2. 1 2  “郵便番号”.  日本郵便. 2019年1月6日閲覧。
3. 1 2  “郵便番号”.  日本郵便. 2019年1月6日閲覧。
4. ↑  “市外局番の一覧”.   総務省. 2019年1月6日閲覧。
5. ↑  “東区の町名一覧”.   名古屋市 (2015年10月21日). 2019年1月12日閲覧。
6. ↑  “北区の町名一覧”.   名古屋市 (2015年10月21日). 2019年1月12日閲覧。
7. ↑  “市立小・中学校の通学区域一覧”.   名古屋市 (2018年11月10日). 2019年1月14日閲覧。
8. ↑  “平成29年度以降の愛知県公立高等学校（全日制課程）入学者選抜における通学区域並びに群及びグループ分け案について”.   愛知県教育委員会 (2015年2月16日). 2019年1月14日閲覧。
9. 1 2  “都市公園の名称、位置及び区域並びに供用開始の期日” (2019年5月1日). 2019年11月3日時点のオリジナルよりアーカイブ。2019年11月3日閲覧。
10. ↑  郵便番号簿 平成29年度版 - 日本郵便. 2019年01月06日閲覧 (PDF)

### 書籍
1. ↑  名古屋市計画局 1992, p. 161.
2. 1 2 3 4 5 6 7  名古屋市計画局 1992, p. 738.
3. 1 2  名古屋市計画局 1992, p. 746.